# Uukwambi
Uukwambi bezeichnet das Königreich des Clan der Kwambi der Ovambo im Norden Namibias. In moderner Zeit wird auch das Volk als Ukwambi bezeichnet. Es bildet eine Traditionelle Verwaltung mit Sitz in Elim. Den Uukwambi steht ein König, der Elenga enene vor. Seit 1991 ist dies Iipumbu Herman Iipumbu.
Gründungsstaatspräsident Sam Nujoma ist der Sohn der Kwambi-Prinzessin Helvi Mpingana Kondombolo. Ihr ist ein Freilichtmuseum in Tsumeb gewidmet.